# Giancarlo Badessi
Pour les articles homonymes, voir Badessi.
Giancarlo Badessi est un acteur et scénariste italien né le 21 septembre 1928 à Lecco (Lombardie) et mort le 6 décembre 2011 à Rome (Latium).

## Biographie
Originaire de Lecco, il commence à travailler comme commis dans l’entreprise Bonaiti à Castello di Brianza, tout en étudiant le soir pour obtenir un diplôme de comptable. Il aborde le monde du spectacle pendant son service militaire à Turin, en 1950, alors que parmi ses camarades d'infanterie se trouve le Milanais Giancarlo Cobelli, aspirant acteur et metteur en scène, avec lequel il se lie d'amitié. Il commence par collaborer au texte théâtral La caserma delle fate, dont sera tiré le film Fermate il mondo... voglio scendere!, réalisé par Cobelli lui-même. Il quitte alors son emploi de comptable, se sentant fasciné par la comédie et le cinéma.
En 1958, il quitte sa ville natale pour s'installer d'abord à Milan, puis à Rome. À partir de 1967, il joue dans de nombreux films, souvent dans des rôles de genre, et devient également un visage connu à la télévision, notamment dans la publicité. Dans son cursus artistique, il travaille également avec Alberto Sordi et joue le rôle de l'empereur Claude dans le controversé Caligula (1979). En 1975, il travaille également avec Tinto Brass dans le film Salon Kitty, où il joue le rôle d'un grand officier du Parti national fasciste. Il a également eu une participation importante, dans laquelle il se distingue par sa diction, dans le film Giordano Bruno, réalisé par Giuliano Montaldo et interprété par Gian Maria Volonté.
Il était lié par une profonde amitié avec l'actrice Laura Antonelli. En 1998, il reçoit le prix civique San Nicolò au Teatro della Società ; à cette occasion, Nino Castelnuovo est également honoré.
Après s'être retiré de la scène pendant des années, il meurt à Rome, la ville où il vivait, le 6 décembre 2011, à l'âge de 83 ans, des suites d'un infarctus soudain. Il est enterré au cimetière monumental de Lecco, dans le caveau de ses parents.

## Filmographie

### Acteur
- 1966 : Scusi, lei è favorevole o contrario? d'Alberto Sordi
- 1968 : Gangster 70 (Gangsters '70) de Mino Guerrini
- 1968 : Colpo di sole (it) de Mino Guerrini
- 1968 : Les Quatre de l'Ave Maria (I quattro dell'Ave Maria) de Giuseppe Colizzi
- 1968 : Trois pour un massacre (Tepepa) de Giulio Petroni
- 1969 : Eat It de Francesco Casaretti
- 1969 : Liens d'amour et de sang (Beatrice Cenci) de Lucio Fulci
- 1969 : Dove vai tutta nuda? de Pasquale Festa Campanile
- 1969 : Colpo di stato (it) de Luciano Salce
- 1969 : Une poule, un train... et quelques monstres (Vedo nudo) de Dino Risi
- 1970 : Un tueur nommé Luke (La notte dei serpenti) de Giulio Petroni
- 1970 : Fermate il mondo... voglio scendere! de Giancarlo Cobelli
- 1970 : Satiricosissimo de Mariano Laurenti
- 1971 : Confession d'un commissaire de police au procureur de la république (Confessioni di un commissario di polizia al procuratore della repubblica) de Damiano Damiani
- 1971 : Scandale à Rome (Roma bene) de Carlo Lizzani
- 1971 : Cinq pour l'or de Los Quadros (Monta in sella figlio di...!) de Tonino Ricci
- 1972 : La Grosse Affaire (Colpo grosso... grossissimo... anzi probabile) de Tonino Ricci
- 1972 : Le Grand Duel (Il grande duello) de Giancarlo Santi
- 1972 : Les Contes interdits de l'Arétin (L'Aretino nei suoi ragionamenti sulle cortigiane, le maritate e... i cornuti contenti) d'Enrico Bomba
- 1972 : Les Nuits érotiques d'une courtisane (Poppea... una prostituta al servizio dell'impero) d'Alfonso Brescia
- 1972 : Mais... qu'avez vous fait à Solange ? (Cosa avete fatto a Solange?) de Massimo Dallamano
- 1972 : Confessioni segrete di un convento di clausura (it) de Luigi Batzella
- 1973 : Si, si, mon colonel (Un ufficiale non si arrende mai nemmeno di fronte all'evidenza, firmato Colonnello Buttiglione) de Mino Guerrini
- 1973 : Les Mille et Une Nuits (it) (Le mille e una notte... e un'altra ancora!) d'Enrico Bomba
- 1973 : Giordano Bruno de Giuliano Montaldo
- 1973 : Partirono preti, tornarono… curati de Bianco Manini
- 1973 : Daniele e Maria (it) d'Ennio De Concini
- 1974 : Perché si uccide un magistrato de Damiano Damiani
- 1974 : La Belle et le Puceau (Innocenza e turbamento) de Massimo Dallamano
- 1974 : La Lame infernale (La polizia chiede aiuto) de Massimo Dallamano
- 1974 : Le Profiteur (Il saprofita) de Sergio Nasca
- 1974 : Il gioco della verità (it) de Michele Massa (it)
- 1974 : Il trafficone de Bruno Corbucci
- 1975 : Vergine, e di nome Maria de Sergio Nasca
- 1975 : Amore vuol dir gelosia de Mauro Severino
- 1975 : Mondo candido de Franco Prosperi et Gualtiero Jacopetti
- 1975 : L'Accusé (La polizia accusa: il servizio segreto uccide) de Sergio Martino
- 1975 : Povero Cristo (it) de Pier Carpi
- 1975 : Vermisat (it) de Mario Brenta
- 1975 : Salon Kitty ou Les Nuits chaudes de Berlin (Salon Kitty) de Tinto Brass
- 1976 : Un flic très spécial (Squadra antifurto) de Bruno Corbucci
- 1976 : L'ultima volta d'Aldo Lado
- 1977 : Nico l'arnaqueur (Squadra antitruffa) de Bruno Corbucci
- 1977 : Le Fils du cheikh (Il figlio dello sceicco) de Bruno Corbucci
- 1977 : Todo modo d'Elio Petri
- 1977 : Calibre magnum pour l'inspecteur (Napoli si ribella) de Michele Massimo Tarantini
- 1977 : Black Journal (Gran bollito) de Mauro Bolognini
- 1979 : Caligula (Caligola) de Tinto Brass
- 1980 : Action de Tinto Brass
- 1982 : Tiger Joe (Fuga dall'arcipelago maledetto) d'Antonio Margheriti

### Scénariste
- 1970 : Fermate il mondo... voglio scendere! de Giancarlo Cobelli